# 青春18車票

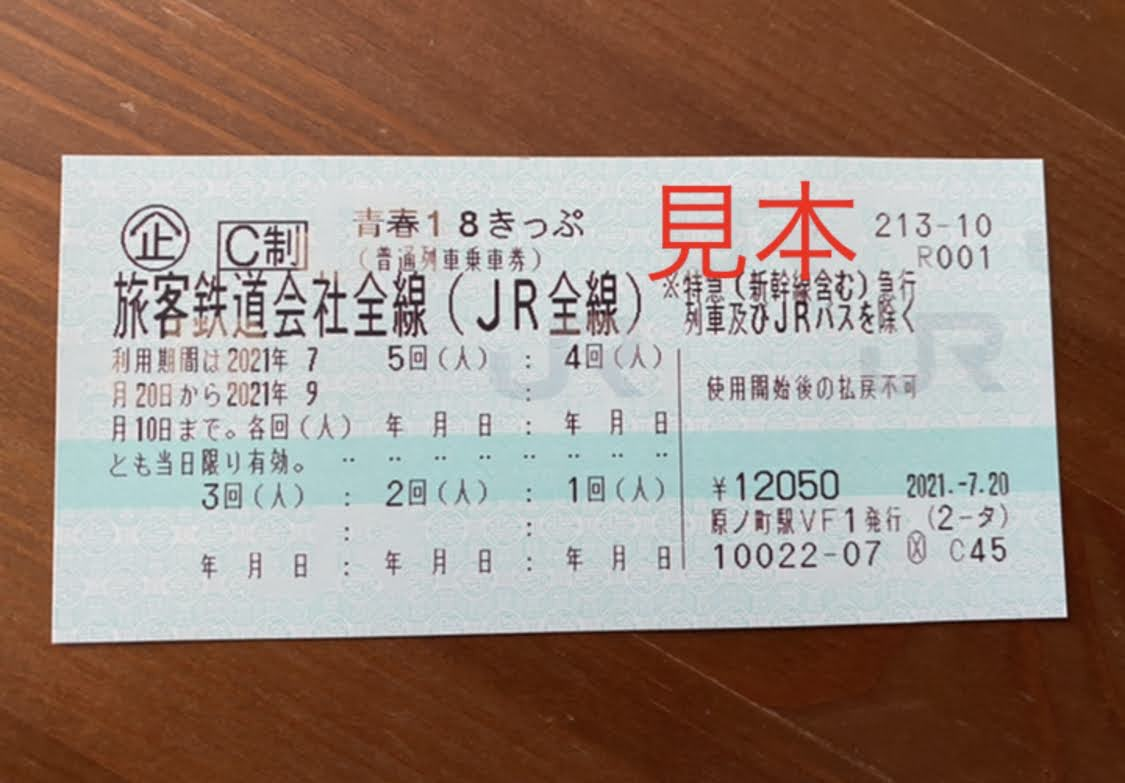
青春18車票（2021年）

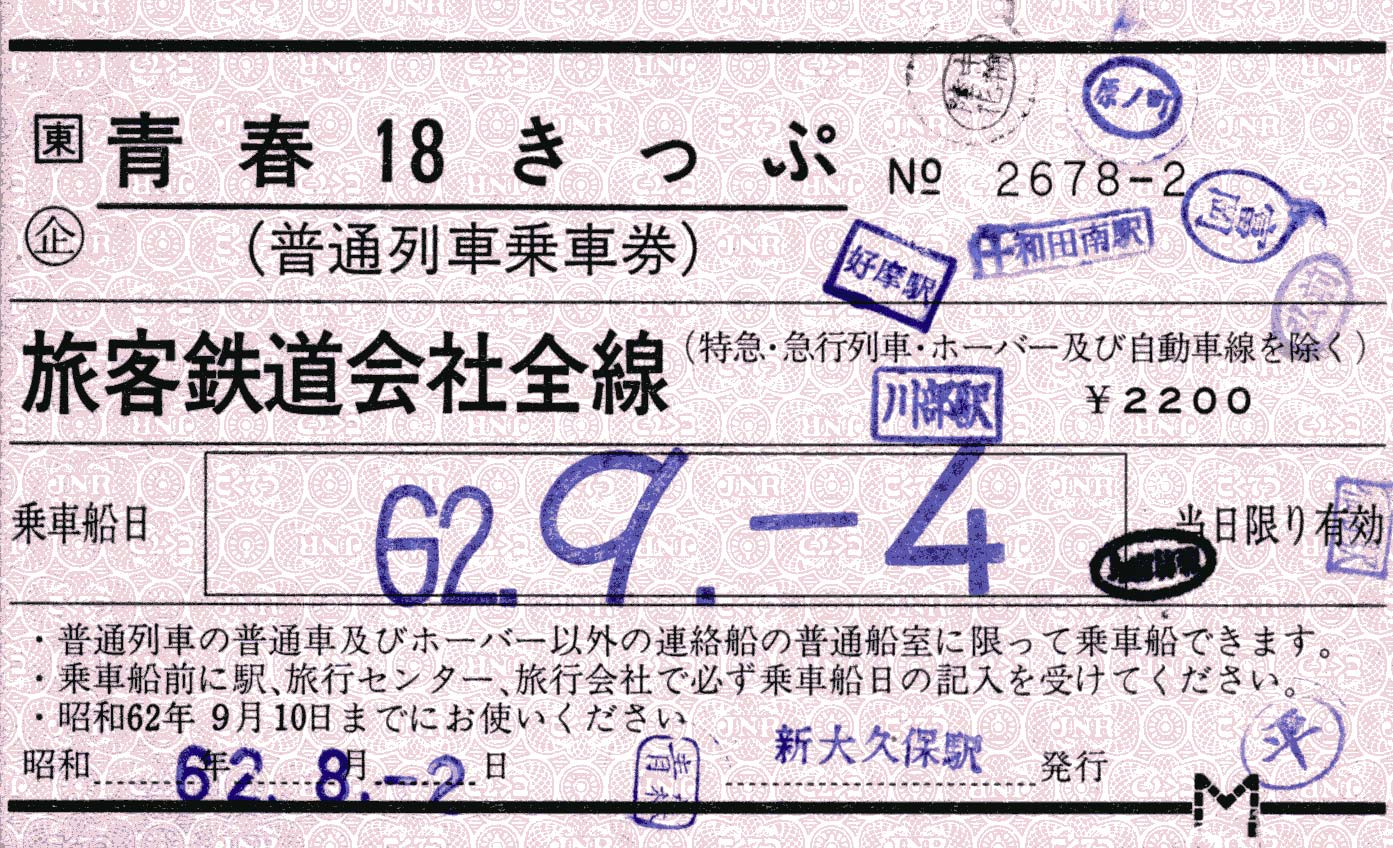
較早期（1987年）的青春18紙票

青春18車票（日语：／ seishun jyūhachi kippu */?）是由JR集團所推出限乘車種及使用時間的周游票，適用於JR集團旗下六家旅客鐵道公司路線。雖名為「青春18」，不過並不限制購票者的年齡，但也不設兒童優惠票價。

## 歷史
在1980年代初，日本國鐵為了增加營收，針對學生放長假的期間，推出週遊券以鼓勵搭乘火車旅遊。當時國鐵旅客局的局長須田寬以學生正值青春，而將此週遊券定名為「青春18車票」，首次於1982年3月開始販售，當時價格8000日元。
1994年，JR各公司以JR東日本為代表，將字樣註冊為商標（商標登錄編號第3007644號）。
據2000年至2006年統計，JR東日本每年發售約25萬至30萬張青春18車票，2007年更發售超過35萬張。2013年度JR各公司共發售67萬張，2015年發售71萬張，為2009年以來首次突破70萬張。

## 使用規定

### 發售地點
青春18車票在JR的綠色窗口以及具有MARS連線售票終端機的旅行社均可購買，一部份指定券的自動售票機也可以購買。

### 期間
青春18車票近年發售及使用期間為：
| 年份   | 春季              | 春季             | 夏季             | 夏季              | 冬季               | 冬季                   | 含稅售價                          |
| ------ | ----------------- | ---------------- | ---------------- | ----------------- | ------------------ | ---------------------- | --------------------------------- |
| 年份   | 發售期間          | 使用期間         | 發售期間         | 使用期間          | 發售期間           | 使用期間               | 含稅售價                          |
| 2014年 | 無                | 無               | 7月1日 - 8月31日 | 7月20日 - 9月10日 | 12月1日 - 12月31日 | 12月10日 - 次年1月10日 | 11,850日元                        |
| 2015年 | 2月20日 - 3月31日 | 3月1日 - 4月10日 | 7月1日 - 8月31日 | 7月20日 - 9月10日 | 12月1日 - 12月31日 | 12月10日 - 次年1月10日 | 11,850日元                        |
| 2016年 | 無                | 無               | 7月1日 - 8月31日 | 7月20日 - 9月10日 | 12月1日 - 12月31日 | 12月10日 - 次年1月10日 | 11,850日元                        |
| 2017年 | 2月20日 - 3月31日 | 3月1日 - 4月10日 | 7月1日 - 8月31日 | 7月20日 - 9月10日 | 12月1日 - 12月31日 | 12月10日 - 次年1月10日 | 11,850日元                        |
| 2018年 | 2月20日 - 3月31日 | 3月1日 - 4月10日 | 7月1日 - 8月31日 | 7月20日 - 9月10日 | 12月1日 - 12月31日 | 12月10日 - 次年1月10日 | 11,850日元                        |
| 2019年 | 2月20日 - 3月31日 | 3月1日 - 4月10日 | 7月1日 - 8月31日 | 7月20日 - 9月10日 | 12月1日 - 12月31日 | 12月10日 - 次年1月10日 | 春、夏：11,850日元 冬：12,050日元 |
| 2020年 | 2月20日 - 3月31日 | 3月1日 - 4月10日 | 7月1日 - 8月31日 | 7月20日 - 9月10日 | 12月1日 - 12月31日 | 12月10日 - 次年1月10日 | 12,050日元                        |

### 效力
車票一張在2019年冬季起售價為12,050日元（內含10%消費稅），一張分成5份，一份限一整天內使用。可一個人使用一張、使用期間內任選五天（不需連續）使用；或是一張車票由最多五人在同一行程的前提下合用。當天深夜若搭將換日的列車時，使用效力則是至24點過後的第一個列車停靠站為止。
搭乘車種以普通列車、快速列車、新快速列車及宮島連絡船為主，除了後述的例外情形，並不能搭乘新幹線、特急、急行與JR所屬的巴士（鐵路不通路段所開行的接駁巴士以及大船渡線和氣仙沼線的BRT仍可搭乘）。早期其他鐵道連絡船有開行時可使用普通船艙。
車票僅有自由席，若需搭乘指定席、綠色車廂、包廂等，則需另外加購指定券或綠色車廂等車票。
使用此車票不能使用自動驗票閘門，需走人工驗票窗口。

#### 例外
下列區間可持青春18車票搭乘特急列車的普通車自由席：
- 該區間內無普通列車：

津輕海峽線：蟹田車站至木古內車站（2016年3月26日之前）
石勝線：新夕張車站至新得車站
- 該區間有普通列車，但為便利持票旅客（以下线路都起重要联络功能，但普通列车班次较少或运行时间在清晨或晚上时），允許搭乘特急列車：

日豐本線、日南線、宮崎機場線
奧羽本線：青森車站至新青森車站
佐世保線：早岐車站至佐世保車站（2018年3月17日起適用）
下列區間可持青春18車票搭乘新幹線列車：
- 該區間無在來線列車：

北海道新幹線：奥津轻今别站至木古内站（2016年3月26日起適用，需加購含稅價2,490日元的「青春18車票北海道新幹線附加券」（青春18きっぷ北海道新幹線オプション券）方可搭乘）。
下列非JR路線可持青春18車票搭乘：
- 能登鐵道：搭乘七尾線普通車到終點七尾車站換搭能登鐵道的列車到和倉溫泉車站。
- 青森鐵道：因2010年青森八戶間東北本線由JR移轉給青森鐵道，野邊地車站至大湊車站間的大湊線成為孤立的JR路線，同时八户线与JR在来线不连通，因此持青春18可在青森——八戶、青森——野邊地及野邊地——八戶間的青森鐵道線搭乘，但不得在中途的其他車站上下車。
- 愛之風富山鐵道：因2015年3月14日起，倶利伽羅車站至市振車站間北陸本線轉型成第三部門鐵道，但由於城端線與冰見線仍由JR西日本經營，為方便這兩線的旅客，這兩線經高岡車站往返富山車站的普通列車仍可持青春18車票搭乘，但不能在前述兩站以外的第三部門鐵道區間各站上下車。
- IR石川鐵道：因2015年3月14日起，金澤車站至倶利伽羅車站間北陸本線轉型為第三部門鐵道，但由於七尾線仍由JR西日本經營，該線成為未與其他JR路線銜接的孤立路線，為方便這兩線的旅客，此線經津幡車站往返金澤車站的普通列車仍可持青春18車票搭乘，但不能在前述兩站以外的第三部門鐵道區間各站上下車。
- 道南漁火鐵道：原JR北海道江差線的木古內車站至五稜郭站間路段，於2016年3月26日起轉型為第三部門鐵道，使用青春18的旅客在加購「青春18車票北海道新幹線附加券」之後可搭乘，但在木古內車站及五稜郭站以外的中途各站上下車時，需另支付道南渔火鐵道的車資。

## 非JR業者與青春18搭配促銷
下列非JR的鐵路公司會推出套票與青春18搭配促銷：
- 智頭急行：青春18使用期間推出大人1000日元、兒童500日元的一日週遊券
- 三陸鐵道：憑青春18車票可購買半價的單程車票（2011年東日本大地震後因部份路段受損不通，暫停發售）
- 肥薩橙鐵道：憑青春18車票以優惠價2100日元（原價2800）購買一日週遊券

## 外部連結
- （日語）青春18きっぷ （页面存档备份，存于）（JR北海道）
- （日語）青春18きっぷ （页面存档备份，存于） （JR東日本）
- （日語）青春18きっぷ （页面存档备份，存于） （JR東海）
- （日語）青春18きっぷ （页面存档备份，存于） （JR西日本）
- （日語）青春18きっぷ （页面存档备份，存于） （JR四國）
- （日語）青春18きっぷ （页面存档备份，存于） （JR九州）